# Grant Stevenson
Grant Stevenson (né le 15 octobre 1981 à Spruce Grove, Alberta au Canada) est un joueur canadien de hockey sur glace.

## Carrière de joueur
Au printemps 2003, il signa un contrat avec les Sharks de San José mettant ainsi fin à sa carrière universitaire. Il se joint donc aux Barons de Cleveland, club-école des Sharks, en 2003-2004 pour y jouer sa première saison chez les professionnels. Il a fallu attendre jusqu'à la saison 2005-2006 pour le voir évoluer avec les Sharks. Il y connut une bonne saison, parvenant même a égaler un record d'équipe pour une recrue, marquant 5 buts en avantage numérique. Malgré cela, il joua la saison suivante dans la Ligue américaine de hockey. Il signa avec les Flames de Calgary en juillet 2007 et évolue avec les Wolves de Chicago.

## Statistiques
| Saison     | Équipe                       | Ligue      |     | Saison régulière | Saison régulière | Saison régulière | Saison régulière | Saison régulière |    | Séries éliminatoires | Séries éliminatoires | Séries éliminatoires | Séries éliminatoires | Séries éliminatoires |
| Saison     | Équipe                       | Ligue      | PJ  | B                | A                | Pts              | Pun              | PJ               | B  | A                    | Pts                  | Pun                  |                      |                      |
| 1998-1999  | Spruce Grove                 | RAMHL      | 26  | 15               | 32               | 47               | 90               | 8                | 10 | 10                   | 20                   | 30                   |                      |                      |
| 1999-2000  | Pontiacs de Bonnyville       | AJHL       | 63  | 20               | 38               | 58               | 8                | -                | -  | -                    | -                    | -                    |                      |                      |
| 2000-2001  | Storm de Grand Prairie       | AJHL       | 53  | 24               | 49               | 73               | 62               | 15               | 7  | 2                    | 9                    | 38                   |                      |                      |
| 2001-2002  | Mavericks de Minnesota State | NCAA       | 38  | 8                | 8                | 16               | 36               | -                | -  | -                    | -                    | -                    |                      |                      |
| 2002-2003  | Mavericks de Minnesota State | NCAA       | 38  | 27               | 36               | 63               | 38               | -                | -  | -                    | -                    | -                    |                      |                      |
| 2003-2004  | Barons de Cleveland          | LAH        | 71  | 13               | 26               | 39               | 45               | 9                | 0  | 7                    | 7                    | 6                    |                      |                      |
| 2004-2005  | Chiefs de Johnstown          | ECHL       | 2   | 1                | 0                | 1                | 2                | -                | -  | -                    | -                    | -                    |                      |                      |
| 2004-2005  | Barons de Cleveland          | LAH        | 77  | 14               | 25               | 39               | 70               | -                | -  | -                    | -                    | -                    |                      |                      |
| 2005-2006  | Barons de Cleveland          | LAH        | 17  | 8                | 8                | 16               | 8                | -                | -  | -                    | -                    | -                    |                      |                      |
| 2005-2006  | Sharks de San José           | LNH        | 47  | 10               | 12               | 22               | 14               | 5                | 0  | 0                    | 0                    | 4                    |                      |                      |
| 2006-2007  | Sharks de Worcester          | LAH        | 59  | 14               | 26               | 40               | 30               | 6                | 2  | 0                    | 2                    | 2                    |                      |                      |
| 2007-2008  | Flames de Quad City          | LAH        | 80  | 30               | 43               | 73               | 58               | -                | -  | -                    | -                    | -                    |                      |                      |
| 2008-2009  | Wolves de Chicago            | LAH        | 59  | 10               | 11               | 21               | 31               | -                | -  | -                    | -                    | -                    |                      |                      |
| 2009-2010  | Kloten Flyers                | LNA        | 3   | 0                | 0                | 0                | 0                | -                | -  | -                    | -                    | -                    |                      |                      |
| 2009-2010  | Bulldogs de Hamilton         | LAH        | 53  | 8                | 9                | 17               | 22               | 19               | 1  | 9                    | 10                   | 8                    |                      |                      |
| 2010-2011  | Augsburger Panther           | DEL        | 49  | 11               | 24               | 35               | 18               | -                | -  | -                    | -                    | -                    |                      |                      |
| 2011-2012  | HC Ajoie                     | LNB        | 7   | 0                | 1                | 1                | 0                | -                | -  | -                    | -                    | -                    |                      |                      |
| Totaux LAH | Totaux LAH                   | Totaux LAH | 407 | 97               | 148              | 245              | 264              | 34               | 3  | 16                   | 19                   | 16                   |                      |                      |

### Équipes d'étoiles et Trophées
- 2003 : nommé dans la 1re équipe d'étoiles de la Western Collegiate Hockey Association.
- 2003 : nommé dans la 2e équipe d'étoiles américaine de l'Ouest de la National Collegiate Athletic Association.

### Transactions en carrière
- 18 avril 2003 : signe un contrat comme agent-libre avec les Sharks de San José.
- 4 juillet 2007 : signe un contrat comme agent-libre avec les Flames de Calgary.

## Parenté dans le sport
Il est le petit-fils du gardien de but et membre du Temple de la renommée du hockey, Glenn Hall.